# Пелиссар, Жак Александр
Жак Александр Пелиссар (фр. Jacques Alexandre Pélissard; 1766—1807) — французский военный деятель, полковник (1796 год), участник революционных и наполеоновских войн.

## Биография
Родился в семье Жака Пелиссара (Claude François Pélissard) и его супруги Жанны Сенар (Jeanne Antoine Senard). Поступил на службу в 1783 году в полк Божоле. 7 августа 1791 года избран лейтенантом 4-го батальона волонтёров Юры. В 1792 году служил в Рейнской армии. 21 ноября 1793 года приписан к штабу Рейнско-Мозельской армии. 19 июля 1794 года получил звание капитана. 10 декабря 1794 года стал командиром батальона штаба и 16 апреля 1796 года - полковником штаба. 8 июля 1799 года женился в Гранвель-э-ле-Перно на Анне Моро (фр. Anne Françoise Moreau; 1775—), от которой имел двух дочерей. В октябре генерал Массена просил звание бригадного генерала для Жака: «Я прошу вас, гражданин министр, звание бригадного генерала для этого офицера, нет никого более достойного, чем он, и это продвижение будет ценой крови, которую он пролил за свою страну».
21 сентября 1803 года назначен начальником штаба 19-го военного округа в Лионе. 24 сентября 1805 года стал начальником штаба 1-й дивизии тяжёлой кавалерии генерала Нансути. Принимал участие в кампаниях 1805-07 гг. в составе Великой Армии. Был убит пушечным ядром в битве при Фридланде 14 июня 1807 года. Его вдова получила пенсию в 600 франков, увеличенную в 1809 году до 1200.

## Награды
Легионер ордена Почётного легиона (11 декабря 1803 года)
 Офицер ордена Почётного легиона (14 июня 1804 года)